# IC 2995
IC 2995 је спирална галаксија у сазвјежђу Хидра која се налази на листи објеката дубоког неба у Индекс каталогу.
Деклинација објекта је - 27° 56' 30" а ректасцензија 12h 5m 47,0s. Привидна величина (магнитуда) објекта IC 2995 износи 12,3 а фотографска магнитуда 13,0. Налази се на удаљености од 21,359 милиона парсека од Сунца. IC 2995 је још познат и под ознакама ESO 440-50, MCG -5-29-8, UGCA 268, IRAS 12032-2739, PGC 38330.